# 赤腹鋸角螢
赤腹鋸角螢（学名：Lucidina roseonotata）为螢科鋸角螢屬下的一个种。